# 生ビール
生ビール（なまビール）とは、日本において熱処理をしていないビール全般を指す。非熱処理ビール（ひねつしょりビール）とも呼ばれる。
同義語としてドラフトビールがある。日本国外における「生ビール・ドラフトビール」の定義は国によって異なる事がある（→#日本以外の生ビール）。

## 概要

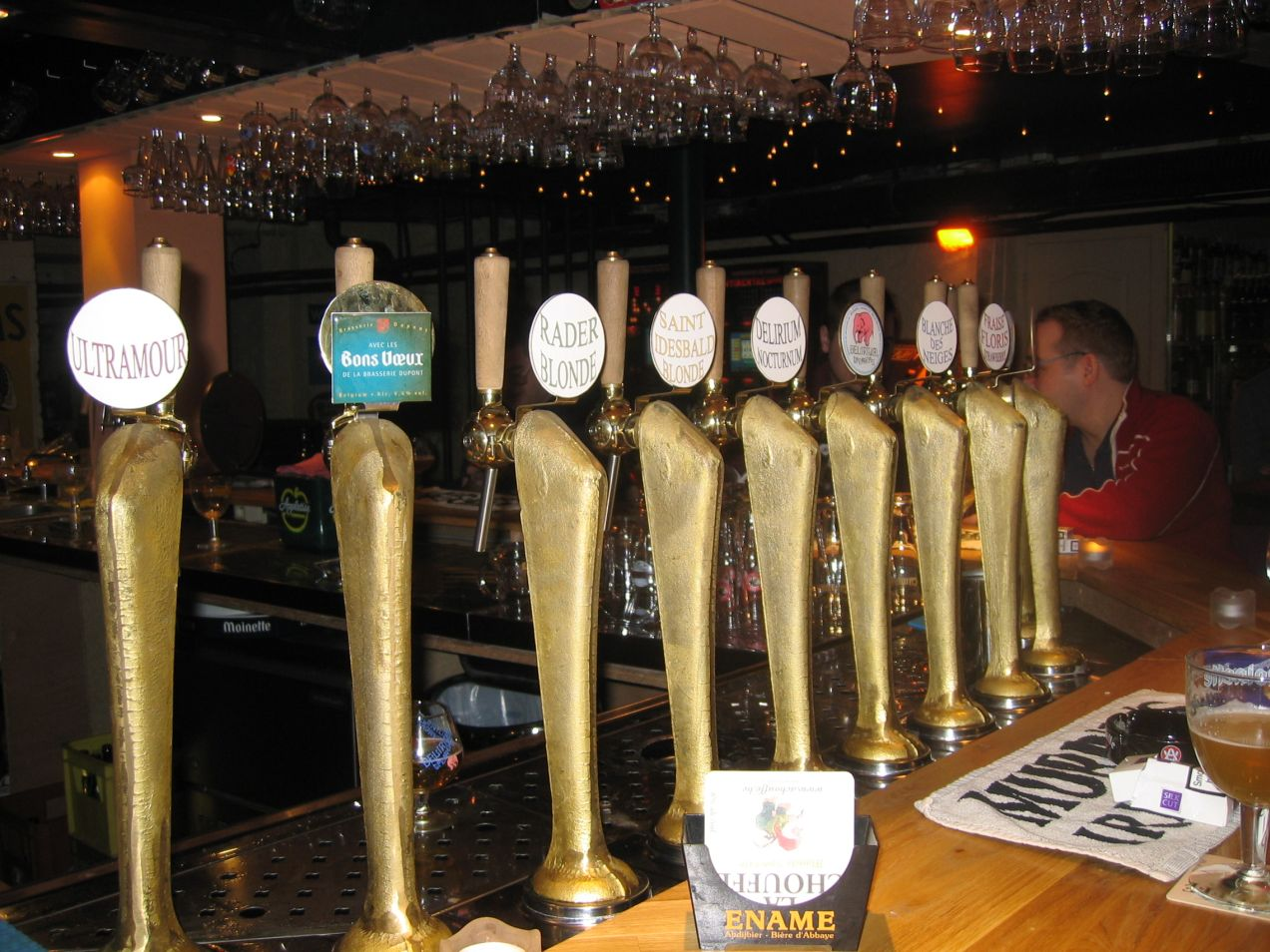
ドラフトビールフォント

醸造後一切の手を加えていないビールをさすが、日本ではビールの製造工程で酵母等を濾過することによって熱処理（パスチャライゼーション）をしていないビールも「生ビール」と定義している。パッケージには「生」「生ビール」「ドラフトビール」と表示し、熱処理していないこと（「非熱処理」等）を併記すると決めている（業務用の樽詰め製品は省略可）。また熱処理していないことを理由に品質がよいと宣伝することも禁じており、違反行為については景品表示法の不当表示などに関係するため、公正取引委員会や消費者庁から措置命令・排除命令・要望・警告の処分を受けることがある。また、同一銘柄の樽詰・瓶詰・缶詰は、いずれも中身は同一である。

## 歴史
1869年（明治2年）、横浜山手46番で居留地の外国人向けにビールの醸造が始まった。1870年（明治3年）、横浜山手123番（天沼）で継続的に一般人向けのビールの醸造・販売が始まった。当時としては最新鋭のパスチャライゼーション（低温殺菌法）を導入していた（この店が、後のキリンビールのルーツとなった）。当時は冷蔵庫が広く普及しておらず、生きたままの酵母が入っている古典的な生ビールでは、発酵が進みすぎて味が変わったり容器を破裂させたりしてしまうため、熱処理（加熱殺菌）をして製品を出荷することが一般的だった。しかし、当時でも熱処理を行わないビールは、工場隣接のビアガーデンや、冷蔵庫を備えた店で飲むことができた。初期の生ビールとして有名なのは北海道開拓使・官営札幌麦酒醸造所（のちに民間に払い下げられてサッポロビールとなった）が1876年（明治9年）9月に発売した「冷製札幌ビール」である。しかし消費地への長時間の輸送中に、発酵が進んでコルク栓が抜けるなどの事故が多発した。
1960年、アメリカ統治下の沖縄のオリオンビールが「びん詰め生ビール」を発売。生産地と消費地が近く、飲食店向けに出荷されてすぐに消費されていたので、問題は少なかったとされる。
1967年、サントリー（初代法人、現・サントリーホールディングス）が「純生」を発売。現在主流の新しい定義による最初の生ビールで、NASAが開発した「ミクロフィルター」（プラスチックやセラミック製の膜をつけた精密濾過装置）を導入し、無菌室で滅菌容器に詰めて密封するオートメーション技術を開発したことにより、「熱処理をせず、酵母菌を除去した生ビール」をはじめて大量生産した。
1968年、アサヒビールが「本生」を発売したが、これは酵母菌の除去は行っておらず「本当の生です。酵母が生きています。」というキャッチフレーズで工場の近くのみに瓶詰めで販売された。冷蔵保存が必須であり、しかも賞味期限は2週間と短かった。
この頃までは、「生ビール」の概念が定まっておらず、サントリーが「熱処理をせず、酵母菌を除去した生ビール」、アサヒが「熱処理をせず、酵母菌の入った生ビール」を発売したことにより、「酵母菌の有無」をめぐって『生ビール論争』が勃発した。「熱処理をしないビールはすべて生ビール」というサントリーの主張と、「酵母菌を取り除いたビールは生ビールではない」という他社の主張は平行線を辿った。また「純生」の商標を巡って『純生論争』が起きた。結果として特許庁はサントリーに『純生』の商標登録を認めた。
1979年、公正取引委員会が「生ビール・ドラフトビール」の定義を「熱処理をしないビールのすべて」と公示し、生ビール論争はサントリーの主張、「酵母菌の有無は評価基準にしない」が認められた形で終結した。
1987年3月、辛口生ビール「アサヒスーパードライ」が発売され、爆発的にヒットした。翌1988年に他社も一斉に類似品を発売したが（ドライ戦争）、スーパードライの躍進に拍車をかける結果となった。「生ビールNo.1アサヒスーパードライ」の宣伝コピーに煽られたキリンは、1996年にキリンラガーの非熱処理化（生ビール化）を断行したがファンの不評を買い、1997年にキリンラガーはビールのトップブランドをスーパードライに明け渡した。
微生物管理技術と濾過技術の発達と普及により、生ビールの比率は年々増え、1977年には10%台、1987年には50%台、1993年には70%台となった。1996年のキリンラガーの生ビール化により、生ビールの比率は更に高まり、1996年3月には99%台になった。2000年代前半では冷蔵（チルド）輸送のシステムが進んだことで、無濾過・酵母菌入りの生ビールの比率も少しずつ増えていたが、各社で該当したプレミアムビールなど商品構成を見直したことから、2000年代中盤以降のチルドビール市場は退潮傾向となった。

## 日本以外の生ビール
生ビール・ドラフトビールは国によって定義が異なっている（下図参照）。
| 熱処理の 有無 | 容器  | 日本 | アメリカ | オランダ・イタリア スイス・ベルギー イギリス・ドイツ デンマーク | ニュージーランド カナダ・メキシコ |
| ------------- | ----- | ---- | -------- | --------------------------------------------------------------- | --------------------------------- |
| 有            | 樽    | ×    | ○        | ○                                                               | ×                                 |
| 有            | 瓶 缶 | ×    | ×        | ×                                                               | ×                                 |
| 無            | 樽    | ○    | ○        | ○                                                               | ○                                 |
| 無            | 瓶 缶 | ○    | ○        | ×                                                               | ×                                 |

なお、日本国外輸入ビールの「生ビール」については「輸入ビールの表示に関する公正競争規約」にて日本国産ビールと同様に「熱による処理（パスチャライゼーション）をしていないもの」と定義されている。

### 缶や瓶のドラフトビール
英語の「ドラフト」 ("draft"と"draught") は、樽 (keg) から注いだビールのような味や見た目をした缶ビールや瓶ビールを示すマーケティング用語として使われてきた。
例えば、ミラー・ジェニュイン・ドラフトは、特許が取得されているコールド・フィルタリングシステムを用いて製造されているアメリカンラガーである。
また、ギネス・ドラフトは、缶や瓶の中に特許が取得されているフローディング・ウィジェットが入っており、細かな泡を出すための窒素ウィジェットを使ったビールの例である。

## 熱処理ビール
非加熱ではなく、摂氏60℃の高温を用いて加熱殺菌したビールは「熱処理ビール」と呼ばれる。アサヒビールの「アサヒスタウト」、および「アサヒホワイトビール」、「だらだらエール」、キリンビールの「クラシックラガー」、および「キリン秋味」、「スプリングバレー」、「47都道府県の一番搾りシリーズ」、「一番搾り 糖質ゼロ」、「一番搾り やわらか仕立て」、
「一番搾り ホワイトビール」、「キリンビール 晴れ風」、サッポロビールの「サッポロラガービール（愛称『赤星』）」、サントリー（二代目法人）の「パーフェクトサントリービール」、および「ザ・プレミアム・モルツ マスターズドリーム〈無濾過〉」、「ワールドクラフト〈ホップ香るセッションI.P.A.〉」などが挙げられる。

### ラガー
熱処理ビールの名称にラガーが付けられることが多く、このため「ラガービール」を生ビールの対義語のように扱われることが多いが、ラガービールとはもともと「（下面発酵酵母を使用した）貯蔵工程で熟成させたビール」（ビールの表示に関する公正競争規約・第4条）のことであり、熱処理の有無とは無関係である。

## 参考資料
- 日本農芸化学会・編『お酒のはなし』（学会出版センター、1994年）ISBN 978-4-7622-7772-6
- 『この酒が飲みたい』（コモンズ）ISBN 978-4906640850